# 拾归
拾归（?—?），一作什归，吐谷浑第八代君主树洛干（405-417年在位）的儿子，第十二代君主拾寅（452-481年在位）的兄弟，第十一代君主慕利延（436-452年在位）的侄子。
魏太武帝太平真君六年（445年）四月，北魏将领封敕文奉命率领步兵、骑兵七千人，在枹罕（一作桴罕）攻打拾归。封敕文兵少，北魏命令安远将军、广川公乙乌头与封敕文在陇西会合，一同攻打拾归。八月，魏军进至武始，拾归乘夜逃走。封敕文进入枹罕，俘获拾归的妻儿及其部众。 